# Арзуманов, Теймур Аванесович
Теймур Аванесович Арзуманов (род. 1926) — советский футболист, вратарь.

## Карьера
По национальности армянин. Большую часть карьеры провёл в бакинском «Нефтянике». В предсезонный подготовительный период 1947 года он три месяца провёл в составе ереванского «Динамо», но закрепиться ему в основном составе не удалось, и он вернулся в «Нефтяник». В 1951 году выступал за сталинградское «Торпедо». В 1952 году вернулся в Баку.

## Стиль игры
Используя отличные физические данные, прекрасно действовал на выходах, здорово играл в штрафной площадке.